# Gouri Marchuk
Pour les articles homonymes, voir Marchuk.
Gouri Ivanovitch Martchouk (en russe : Гурий Иванович Марчук, transcription anglaise Guri Ivanovich Marchuk ; né le 8 juin 1925 à Petro-Khersonets, qui fait maintenant partie de l'oblast d'Orenbourg ; mort le 24 mars 2013 à Moscou) est un mathématicien russe, connu pour ses travaux en mathématiques appliquées à la météorologie.

## Carrière
Marchuk obtient son habilitation universitaire (doctorat russe) en 1957, et juste un an plus tard, en 1958, il devient membre de l'Académie soviétique des sciences. Il a longtemps travaillé au département sibérien de l'Académie soviétique des sciences à Novossibirsk et a enseigné à l'université d'État de Novossibirsk.
En 1980, il a créé le département de mathématiques numériques de l'Académie des sciences de Russie et il en a été le directeur de 1980 à 2000. Le département est ensuite devenu l'Institut de mathématiques numériques de l'Académie (INM RAS), dont il a été directeur honoraire.

## Travaux et responsabilités
Marchuk a travaillé sur formulation mathématique des modèles climatiques et météorologiques ainsi que sur leur traitement numérique. Il a développé la méthode dite du « splitting » pour résoudre les équations différentielles hydrodynamiques utilisées en météorologie. Une autre percée réalisée est le développement de la méthode des équations adjointes dans les problèmes inverses de modélisation des problèmes météorologiques. La méthode est importante dans les méthodes d'initialisation des données et d'analyse des erreurs dans les prévisions météorologiques et est également utilisée, par exemple, pour localiser rétrospectivement les polluants. Marchuk a également travaillé sur des questions de modélisation mathématique du système immunitaire et de sa réaction aux agents pathogènes (il a publié un livre en russe à ce sujet en 1980) ainsi que sur la modélisation numérique des explosions nucléaires et des réacteurs nucléaires (il a publié un livre en russe à ce sujet en 1961 ).
Membre du Parti communiste de l'Union soviétique depuis 1947, l'académicien Marchuk a été élu au Comité central du Parti en tant que membre candidat en 1976 et membre à part entière en 1981. Il a été élu député au Soviet suprême de l'Union des républiques socialistes soviétiques en 1979. Il a été nommé pour succéder à Vladimir Kirillin en tant que président du Comité d'État pour la science et la technologie (GKNT) en 1980.
Marchuk était partisan du programme intégré à long terme (ILTP) de coopération dans le domaine de la science et de la technologie, établi en 1987 en tant que projet de coopération scientifique entre l'Inde et l'Union soviétique. Le programme a permis aux scientifiques des deux pays d'entreprendre en collaboration des recherches dans des domaines aussi divers que les soins de santé et les lasers. Marchuk a coprésidé le Conseil conjoint du programme avec C. N. R. Rao pendant 25 ans ; il a été nommé membre honoraire de l'Académie nationale des sciences de l'Inde. En 2002, le gouvernement indien lui a conféré le Padma Bhushan.

## Honneurs
Marchuk a été président (précédemment vice-président) de la branche sibérienne de l'Académie russe des sciences et a également été président de l'Académie russe des sciences de 1986 à 1991. Il a été membre étranger de l'Académie des sciences française (1989), et des académies polonaise, tchécoslovaque, bulgare, indienne et finlandaise. En 1972, il est également devenu membre étranger de l'Académie des sciences de la RDA de la RDA. Il a reçu plusieurs doctorats honoris causa (dont Dresde et Toulouse). Il a reçu la médaille d'or de l'Académie tchécoslovaque des sciences, la médaille allemande Karpinsky, le prix Demidoff, la médaille Keldysh en or et la médaille Tchebychev en or. Il était chevalier de la Légion d'honneur française. En 2002, il a reçu le  Padma Bhushan indien, avec Eugene Chelyshev). En  2008, il a reçu la médaille Vilhelm-Bjerknes. En 1970, il donne une conférence plénière au Congrès international des mathématiciens de Nice (Methods and problems of computational mathematics) après avoir été, en 1966, conférencier invité à l'ICM de Moscou (Méthodes numériques en théorie du transfert).

## Publications (sélection)
- Gouri I. Marchuk, Science and Siberia, Moscou, Novosti Press, 1983, 94 p..
- Gouri I. Marchuk (trad. Jiri Ruzicka), Applications of Mathematics, New York-Heidelberg-Berlin, Springer-Verlag, coll. « Applications of Mathematics » (no 2), 1975, xii+313.
- Gouri I. Marchuk (éditeur), Numerical methods and applications, Boca Raton, CRC Press, 1994, x+ 272.
- Gouri I. Marchuk, Valeri I. Agoshkov et Victor P. Shutyaev, Adjoint equations and perturbation algorithms in nonlinear problems, Boca Raton, CRC Press, 1996, 275 p. (ISBN 978-0-8493-2871-8, zbMATH 1435.65008).
- Gouri I. Marchuk (trad. Guennadi Kontarev), Applications of Mathematics, Dordrecht, Kluwer Academic Publishers, coll. « Mathematics and its Applications (Dordrecht) » (no 295), 1995, vii + 466.
- Gouri I. Marchuk (trad. Guennadi Kontarev et I. Sidorov), Mathematical modelling of immune response in infectious diseases, Dordrecht, Kluwer Academic Publishers, coll. « Mathematics and its Applications (Dordrecht) » (no 395), 1997, x + 347 (zbMATH 0876.92015).
- Gouri I. Marchuk (trad. du russe), Mathematical models in environmental problems, Amsterdam, North-Holland, coll. « Studies in Mathematics and its Applications » (no 16), 1986, 217 p. (zbMATH 0597.90001).